# Anas zonorhyncha
Anas zonorhyncha là một loài chim trong họ Vịt.
Anas zonorhyncha sinh sản ở Đông và Đông Nam Á. Loài này trước đây được coi là một phân loài của vịt mỏ đốm Ấn Độ và cả hai đều được gọi là vịt mỏ đốm (A. poecilorhyncha). 
Loài vịt này có chiều dài 55–63 cm và chiều dài cánh 83–95 cm, với khối lượng cơ thể là 790-1.500 g.